# Silnice II/253
Silnice II/253 je silnice II. třídy, která vede z Dubí do Ústí nad Labem. Je dlouhá 18 km. Prochází jedním krajem a dvěma okresy. Původní trasa vedla až do Děčína, tento úsek byl ale v roce 1997 překategorizován jako silnice I/62.

## Vedení silnice

### Ústecký kraj, okres Teplice
- Dubí (křiž. I/8, III/25347)
- Běhánky
- Drahůnky
- Proboštov (křiž. III/25344)
- Vrchoslav
- Krupka (křiž. III/25348, III/25349, III/25353, III/25356)

### Ústecký kraj, okres Ústí nad Labem
- Přestanov (křiž. I/13, III/01321)
- Chabařovice (křiž. III/25350, III/25357)
- Předlice (křiž. III/25364, III/25372)
- Ústí nad Labem (křiž. II/613, II/258)